# Psi2 Lupi
Título a ser usado para criar uma ligação interna é Psi2 Lupi.
Psi2 Lupi (125 Lupi) é uma estrela na direção da constelação de Lupus. Possui uma ascensão reta de 15h 42m 41.04s e uma declinação de −34° 42′ 37.2″. Sua magnitude aparente é igual a 4.75. Considerando sua distância de 396 anos-luz em relação à Terra, sua magnitude absoluta é igual a −0.67. Pertence à classe espectral B5V.